# Agafia de Rus
Agafia de Rus (° entre 1190 et 1195 - †  entre 1247 et 1248) fille de Svyatoslav III Igorevich (en), par son mariage avec Conrad Ier de Mazovie, duchesse de Pologne

## Mariage et enfants
Entre 1207 et 1210, Agafia épouse Conrad. Ils eurent 10 enfants :
1. Boleslas Ier de Mazovie (v. 1210 - 17 avril 1248), duc de Mazovie (1247—1248)
2. Casimir Ier de Cujavie (né entre 1210 et 1213 - mort le 14 décembre 1267), prince de Cujavie (1247–1267)
3. Siemovit Ier de Mazovie (c. 1213 - 24 juin 1262), succède à son frère aîné comme duc de Masovie (1248–1262)
4. Eudoxia (1215–1240), mariée au Comte Dietrich Ier de Brehnie
5. Ludmila (née avant 1225)
6. Ziemomysł (né entre 1216 et le 4 juillet 1228 - mort entre le 10 juillet et le 18 septembre 1241)
7. Salomea (née entre 1220 et 1225 - morte après le 30 août 1268), nonne
8. Judith (née entre 1222 et 1227 - morte 4 décembre entre 1257 et 1263), mariée en premières noces à Mieszko II l'Obèse duc d'Opole, en secondes noces à Henri III le Blanc duc de Wrocław
9. Dubraka (v. 1230-1265)
10. Mieszko (1235-1237)

## Sources
- (en) Cet article est partiellement ou en totalité issu de l’article de Wikipédia en anglais intitulé « Agafia of Rus » (voir la liste des auteurs).